# Todd Gurley
Todd Jerome Gurley II (Baltimore, Maryland, Estados Unidos, 3 de agosto de 1994) es un jugador profesional de fútbol americano de la National Football League que es agente libre.

## Carrera deportiva
Todd Gurley proviene de la Universidad de Georgia y fue elegido en el Draft de la NFL de 2015, en la ronda número 1 con el puesto número 10 por el equipo St. Louis Rams.

## Estadísticas generales
|  | Seleccionado al Pro Bowl                   |
|  | Seleccionado como Jugador Ofensivo del Año |

| Año   | Equipo | Juegos | Juegos | Acarreos | Acarreos | Acarreos | Acarreos | Acarreos | Acarreos | Recepciones | Recepciones | Recepciones | Recepciones | Recepciones | Recepciones | Balones sueltos |
| Año   | Equipo | GP     | GS     | Att      | Yds      | Avg      | Long     | TD       | 1D       | Rec         | Yds         | Avg         | Long        | TD          | 1D          | Balones sueltos |
| ----- | ------ | ------ | ------ | -------- | -------- | -------- | -------- | -------- | -------- | ----------- | ----------- | ----------- | ----------- | ----------- | ----------- | --------------- |
| 2015  | STL    | 13     | 12     | 229      | 1,106    | 4.8      | 71       | 10       | 47       | 21          | 188         | 9.0         | 31          | 0           | 9           | 3               |
| 2016  | LAR    | 16     | 16     | 278      | 885      | 3.2      | 24       | 6        | 49       | 43          | 327         | 7.6         | 33          | 0           | 16          | 2               |
| 2017  | LAR    | 15     | 15     | 279      | 1,305    | 4.7      | 57       | 13       | 69       | 64          | 788         | 12.3        | 80          | 6           | 32          | 5               |
| 2018  | LAR    | 14     | 14     | 256      | 1,251    | 4.9      | 36       | 17       | 75       | 59          | 580         | 9.8         | 56          | 4           | 27          | 1               |
| 2019  | LAR    | 15     | 15     | 223      | 857      | 3.8      | 25       | 12       | 51       | 31          | 207         | 6.7         | 23          | 2           | 8           | 3               |
| 2020  | ATL    | 15     | 15     | 195      | 678      | 3.5      | 35       | 9        | 45       | 25          | 164         | 6.6         | 26          | 0           | 7           | 2               |
| Total | Total  | 88     | 87     | 1,460    | 6,082    | 4.2      | 71       | 67       | 336      | 243         | 2,254       | 9.3         | 80          | 12          | 99          | 16              |

Fuente: Pro-Football-Reference.com